# فرويلان يديزما
فرويلان يديزما ستيفنز (بالإنجليزية: Froylán Ledezma Stevens)‏ (مواليد 2 يناير 1978 في سان هوزيه). لاعب كرة قدم كوستاريكي دولي، يجيد اللعب في خط الهجوم . يلعب حالياً لصالح نادي أدميرا فاكر النمساوي منذ 2008.

## روابط خارجية
- فرويلان يديزما على موقع الاتحاد الدولي (مؤرشف)  (الإنجليزية)
- فرويلان يديزما على موقع قاعدة بيانات كرة القدم.إي يو (الإنجليزية)
- فرويلان يديزما على موقع ناشيونال فوتبول تيمز (الإنجليزية)